# Mičakovce
Mičakovce (in ungherese Mikevágása) è un comune della Slovacchia facente parte del distretto di Svidník, nella regione di Prešov.